# Christian Gottlob Gmelin
Christian Gottlob Gmelin (Tubinga, 12 ottobre 1792 – Tubinga, 13 maggio 1860) è stato un chimico tedesco.

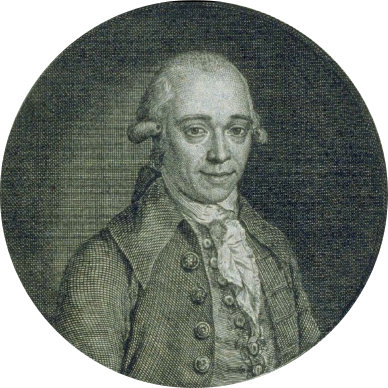
Christian Gottlob Gmelin

Gmelin insegnò chimica e farmacia all'Università di Tubinga. Nel 1818 fu il primo a osservare che i sali di litio colorano la fiamma di un colore rosso brillante. Nel 1828 fu uno dei primi a ottenere artificialmente il pigmento colorante blu oltremare.